# 위안커딩
위안커딩(袁克定, 1878년 12월 20일(음력 11월 27일)~1958년)은 중화제국의 황제 위안스카이의 장남으로 중화제국의 최초이자 마지막 황태자이다. 1915년 그의 아버지 위안스카이가 자신을 중화제국의 홍헌제(洪憲帝)로 선포했을 때, 위안커딩은 윈타이 황태자가 되었다. 위안커원은 그의 남동생이었다.

## 가족
- 처 오본현(오대오의 딸)
- 세 자녀:
  - 아들 원가융(1904년-1996년)
    - 장손원지오(1933년-2009년)
    - 증손자 위안치허(元美国人和)
    - 차손 원집연(1941년-?)
    - 증손자 원모조(1968년-?)

  - 장녀 위안자진(马家錦)
  - 차녀 원가제